# Norrenergi

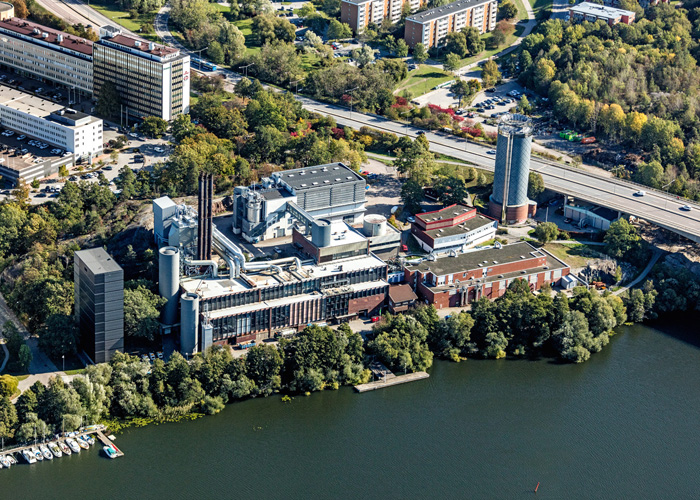
Norrenergi vid Bällstaviken, 2018.

Norrenergi AB är ett energibolag som ägs av Solna och Sundbybergs kommuner. Norrenergis värmepumps- och pelletsverk ligger vid Bällstaviken i Solna. Företaget producerar, köper, distribuerar och säljer fjärrvärme och fjärrkyla till kunder i Solna och Sundbyberg med omnejd. 

## Historik
Norrenergi startade sin verksamhet den 1 januari 1993, genom en sammanslagning av fjärrvärmerörelserna i Solna och Sundbybergs kommuner samt kommunalförbundet Norrenergi. Solna äger 2/3 av bolaget och Sundbyberg resterande 1/3. 
I december 2004 bildades en gemensam koncern, där aktierna i Norrenergi AB överlåtits till ett av kommunerna helägt bolag, Norrenergi och Miljö AB.
Norrenergi var först i Stockholmsregionen med att distribuera och sälja fjärrkyla. Första byggnaden för fjärrkyleanläggningen var det stora kylackumulatortornet intill Huvudstabron. Tornet nominerades till Nordiska plåtpriset 1996-1997 och har blivit ett landmärke för Norrernergi.

## Värmepumpsanläggning

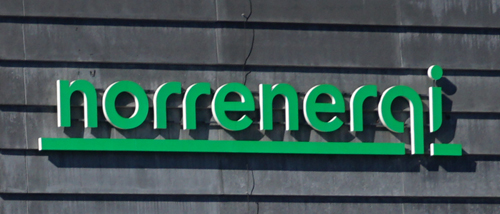
Företagets logotyp.

Norrenergis värmepumpverk vid Bällstaviken uppfördes i slutet av 1980-talet på initiativ av STOSEB (Storstockholms energiberedning). Anledning var att ta hand om det renade avloppsvattnet från Bromma reningsverk och utvinna både fjärrvärme och fjärrkyla av restvärmen. Sedan 1988 rinner avloppsvattnet  via en 4,5 km lång bergtunnel från Brommaverket till Norrenergis verk vid Bällstaviken. Därefter går vattnet i den 7,5 km långa Saltsjötunneln under Huvudsta, Kungsholmen, Stockholms city och Kastellholmen till Saltsjön.

## Pelletsverk
Sedan år 2004 förfogar Norrenergi även över ett pelletsverk. Verket uppfördes i etapper mellan 2002 och 2004.  
Pelletsanläggningen och kylackumulatortornet gestaltades av Scheiwiller Svensson Arkitektkontor. Anläggningen fick "Solna Stads Miljöpris 2004" med motiveringen: För väl utformade industrianläggningar med god anpassning till stadsmiljön. Byggnader som berikat Solnas stadsbild.

## Bilder

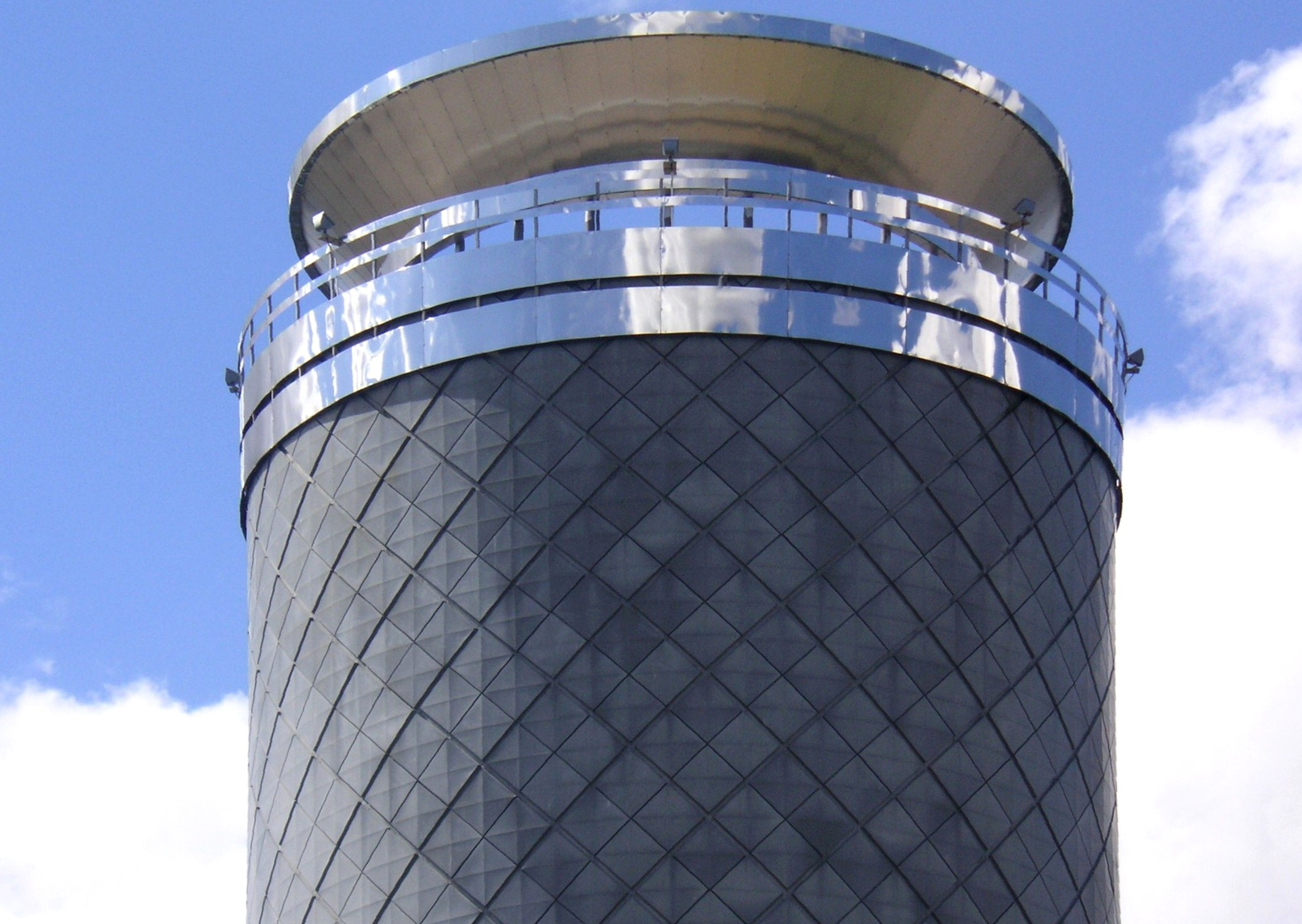
Verkets kylackumulatortorn
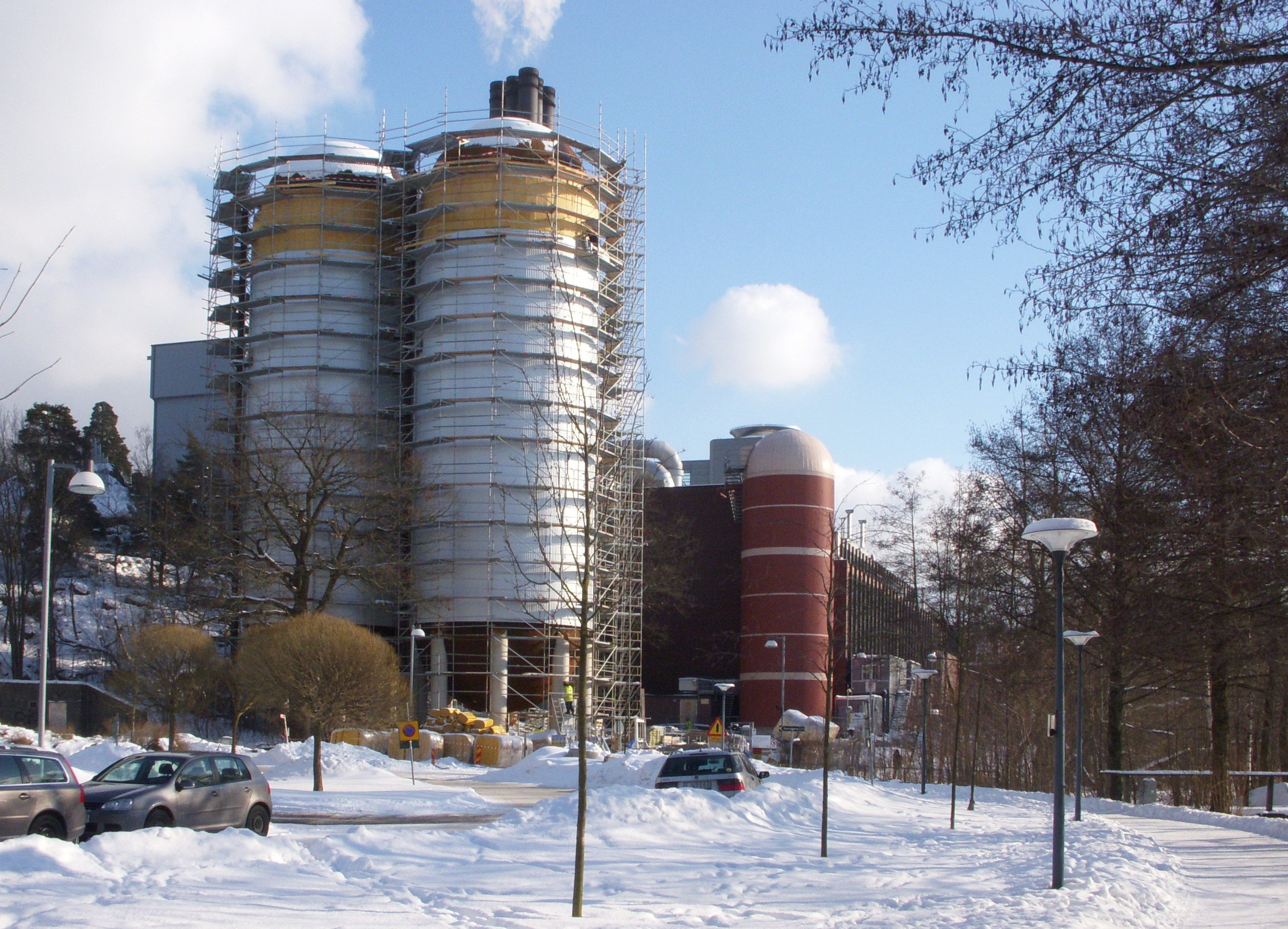
Anläggningen från väst
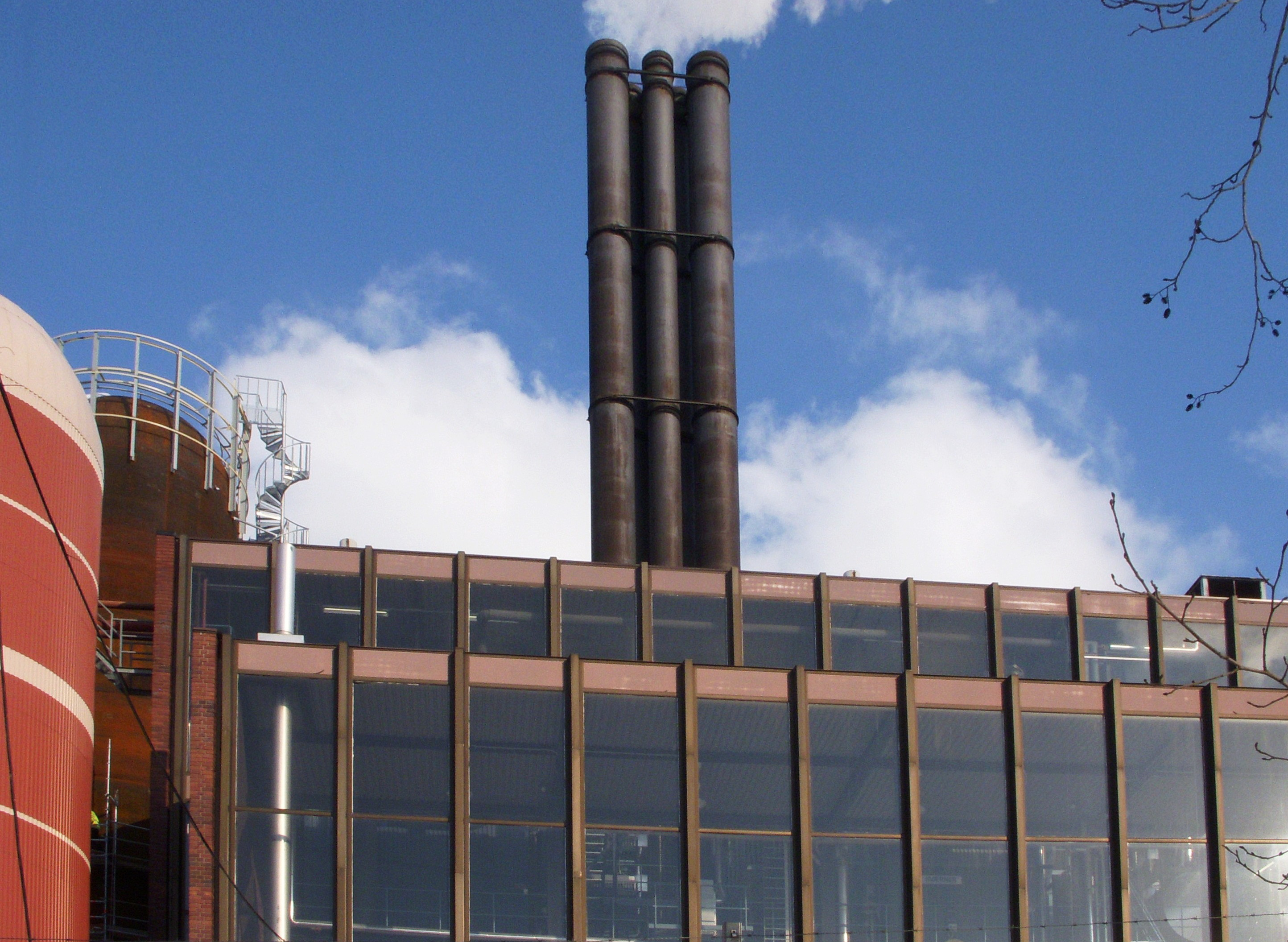
Fasad mot Bällstaviken
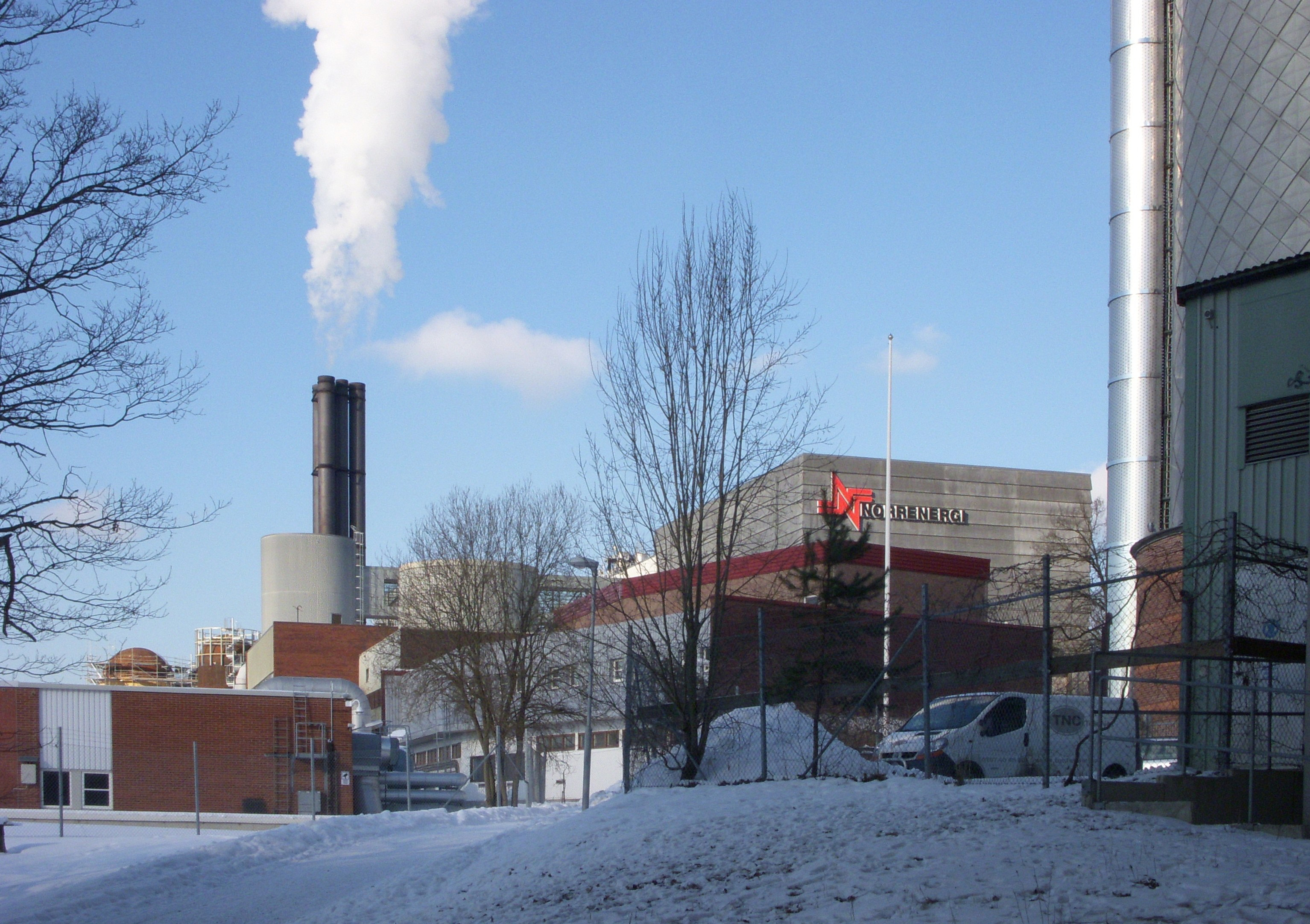
Anläggningen från ost